# Блейн (окръг, Монтана)
Вижте пояснителната страница за други значения на Блейн.
Окръг Блейн (на английски: Blaine County) е окръг в щата Монтана, Съединени американски щати. Площта му е 10 979 km², а населението - 6708 души (2017). Административен център е град Шинук.